# Zia (Volk)

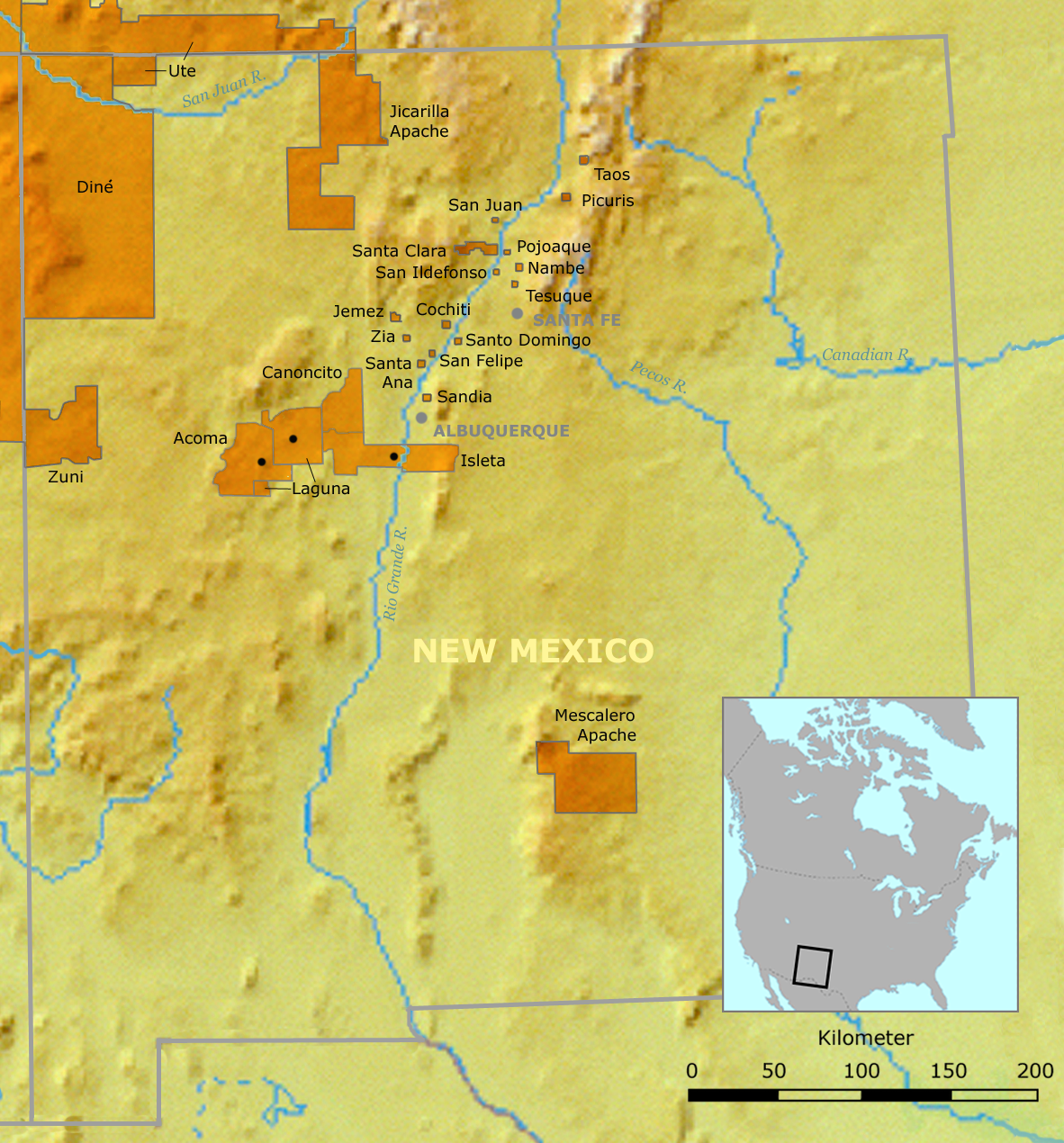
Lage des Zia-Pueblos, benachbarter Pueblos und Reservate in New Mexico

Die Zia bzw. Zia Pueblo (Östliches Keres: Tsʾíiyʾamʾé – „Volk der unbekannten Sprache“) bewohnen das gleichnamige Zia Pueblo (Östliches Keres: Tsi'ya / Tseja, Spanisch: Pueblo de Zía) im Südwesten der USA, etwa 50 km westlich von Santa Fe in New Mexico.
Geographisch sowie kulturell zählen die Zia (Tsʾíiyʾamʾé) zur Östlichen Pueblo-Kultur und sprechen Östliches Keres, das heute als isolierte Sprache gilt.

## Geschichte
Frühen spanischen Aufzeichnungen zufolge war Zia mit 2.500 Einwohnern der größte und wichtigste Ort in einer Provinz mit fünf Pueblos. Juan de Oñate besuchte das Dorf im Jahr 1598 und kurz danach wurde die Missionsstation Nuestra Senora de la Ansuncion de Sia errichtet.
Die Zia spielten eine aktive Rolle beim Pueblo-Aufstand von 1680 und leisteten den spanischen Versuchen zur Rückeroberung Widerstand. Im Jahre 1689 wurde Zia von Gouverneur Domingo de Cruzate angegriffen, der in einer blutigen Schlacht mehr als 600 Bewohner tötete, das Dorf niederbrannte und die Gefangenen als Sklaven verkaufte. Die Geflüchteten errichteten in der Nähe von Jemez einen neuen Pueblo, wo sie bis 1692 blieben. Diego de Vargas konnte sie zur Rückkehr nach Zia bewegen, um den Pueblo und seine Kirche wieder aufzubauen.
Von dieser Zeit an standen sie loyal zu den Spaniern und waren öfter Verbündete bei Angriffen auf andere Pueblos. Das machte sie bei den anderen Stämmen unbeliebt; Zia war oft Ziel bewaffneter Überfälle benachbarter Pueblos. Auch heute haben die Bewohner dieses Dorfes wegen der Allianz mit den Spaniern den Ruf von Außenseitern.

## Lebensweise und Kultur
Weil es nicht genügend Land und Wasser besitzt, ist Zia von jeher ein armer Pueblo gewesen. Viehzucht und Ackerbau ist in begrenztem Umfang möglich, doch für die meisten im Pueblo ist Lohnarbeit in benachbarten Gemeinden notwendig.
Es sind interne Streitigkeiten in Zia überliefert: 1930 trat eine Gruppe von Zia, die in Albuquerque lebte, einer evangelischen Sekte von Gesundbetern bei. Die Konvertierten kehrten ins Pueblo zurück, um neue Mitglieder zu werben, und nach vielen Kontroversen gingen sie wieder nach Albuquerque. Andere Streitigkeiten endeten mit der brennenden Kiva einer rivalisierenden Gruppe. Angesichts des Mangels an Land, der wachsenden Bevölkerung und der fortgesetzten inneren Unruhe ist die Zukunft Zias ungewiss.
Zia-Töpferwaren sind weithin bekannt für ihre schöne mehrfarbige Ausführung, die von Indigenen und von Weißen gekauft werden. New Mexicos Staatsflagge stammt von einem Töpfereimuster aus Zia. Die US-Volkszählung aus dem Jahr 2000 ergab 1.590 Bewohner in dem rund 360 km² großen Reservat, davon 500 mit ständigem Wohnsitz dort.